# Cane lanoso della costa di Salish

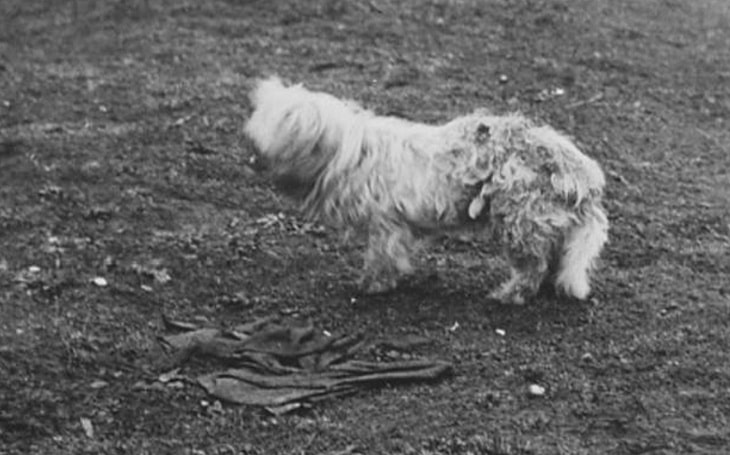
cane lanoso della costa di Salish

Il Salish Wool Dog o cane lanoso della costa di Salish o Comox è una razza estinta di cane bianco, a pelo lungo, di tipo Spitz che è stato sviluppato e allevato dai popoli della Coast Salish, quella che ora è lo stato di Washington e la Columbia Britannica.

## Storia
Sulla costa di Salish convivevano due cani: il cane da caccia comune e cane lanoso chiamati, nella lingua indigena, ki-mia il cane lanoso e ska-ha o ka-ha il cane comune.
Uno era un piccolo cane con pelo lungo lanoso e l'altro un cane libero simile a un coyote. Essi sono stati deliberatamente mantenuti come popolazioni separate.
I cani erano tenuti in branchi da 12 a 20 animali e nutriti principalmente con salmone crudo e cotto. Per mantenere la razza fedele al tipo e al colore bianco preferito, i Salish Wool Dogs sono stati confinati su isole e in grotte recintate.
La pelliccia del Salish Wool Dog era apprezzata per la produzione delle famose e rare coperte "Salish", poiché i popoli Salish non avevano pecore e la lana di capra selvatica era difficile da raccogliere. I cani venivano tosati come pecore verso maggio o giugno. La pelliccia tosata era così spessa che il capitano George Vancouver poteva raccogliere un angolo e l'intero vello sarebbe rimasto insieme. Le coperte cerimoniali erano oggetti preziosi nel sistema economico della distribuzione del potlatch precontatto, quasi altrettanto preziosi degli schiavi. Il pelo del cane veniva spesso mescolato con lana di capra di montagna, piume e fibre vegetali per cambiare la qualità del filato e per estendere la fornitura di fibre.
Il Museo Nazionale di Storia Naturale ha ricevuto un esemplare di Salish Wool Dog nel 1859, che rimane ancora nella collezione del museo dopo essere stato riscoperto nel 2003.

## Estinzione
Nel 1858, il cane da pelliccia di Salish era considerato estinto come la sua razza tuttavia l'ultimo cane identificabile morì nel 1940.